# مهويد
مهويد (مقاطعة فردوس) (بالفارسية: مهوید) هي مستوطنة تقع في Baghestan Rural District في إيران. يقدر عدد سكانها بـ 289 نسمة .